# Nulka
Nulka – znak graficzny przypominający okrąg (często dla większej czytelności pogrubiony) umieszczany na wykresach funkcji. Najczęściej służy do zaznaczania punktów nienależących do wykresu funkcji, początku półprostej, punktów nieciągłości oraz otwartych końców przedziałów; rzadziej innych punktów osobliwych funkcji.

## Przykłady użycia nulek na wykresach
- funkcja "signum":

- funkcja "część całkowita":